# Vaginizem
Vaginizem je zelo boleč krč nožnice (vagine) in mišičja medeničnega dna zaradi strahu ali odpora proti spolnemu odnosu, lahko pa tudi proti vstavitvi tamponov in/ali penetraciji pri ginekološkem pregledu. Odgovor je nezaveden (refleksen), tako da se ga ne da nadzirati z močjo volje. Vaginistični refleks se lahko v psihološkem principu primerja z odzivom očesa oz. z zaprtjem vek na bližajoči se predmet. Stopnja vaginizma in z njim povezana bolečina se razlikuje od ženske do ženske.